# Шлее-Люстиг, Мария Матвеевна
Мария Матвеевна Шлее-Люстиг (14 ноября 1857, Симферополь — 1928) — российский врач, заведующая Кронентальской (позднее — Булганакской) земской больницы (1891—1899), педагог, благотворитель. Супруга Фердинанда Люстига.

## Биография
Родилась 14 ноября 1857 года в Симферополе в семье кандидата прав Матвея Шлее и доктора медицины Марии Шнайдер, воспитывавших восемь детей. Крещена в Симферопольской римско-католической церкви.

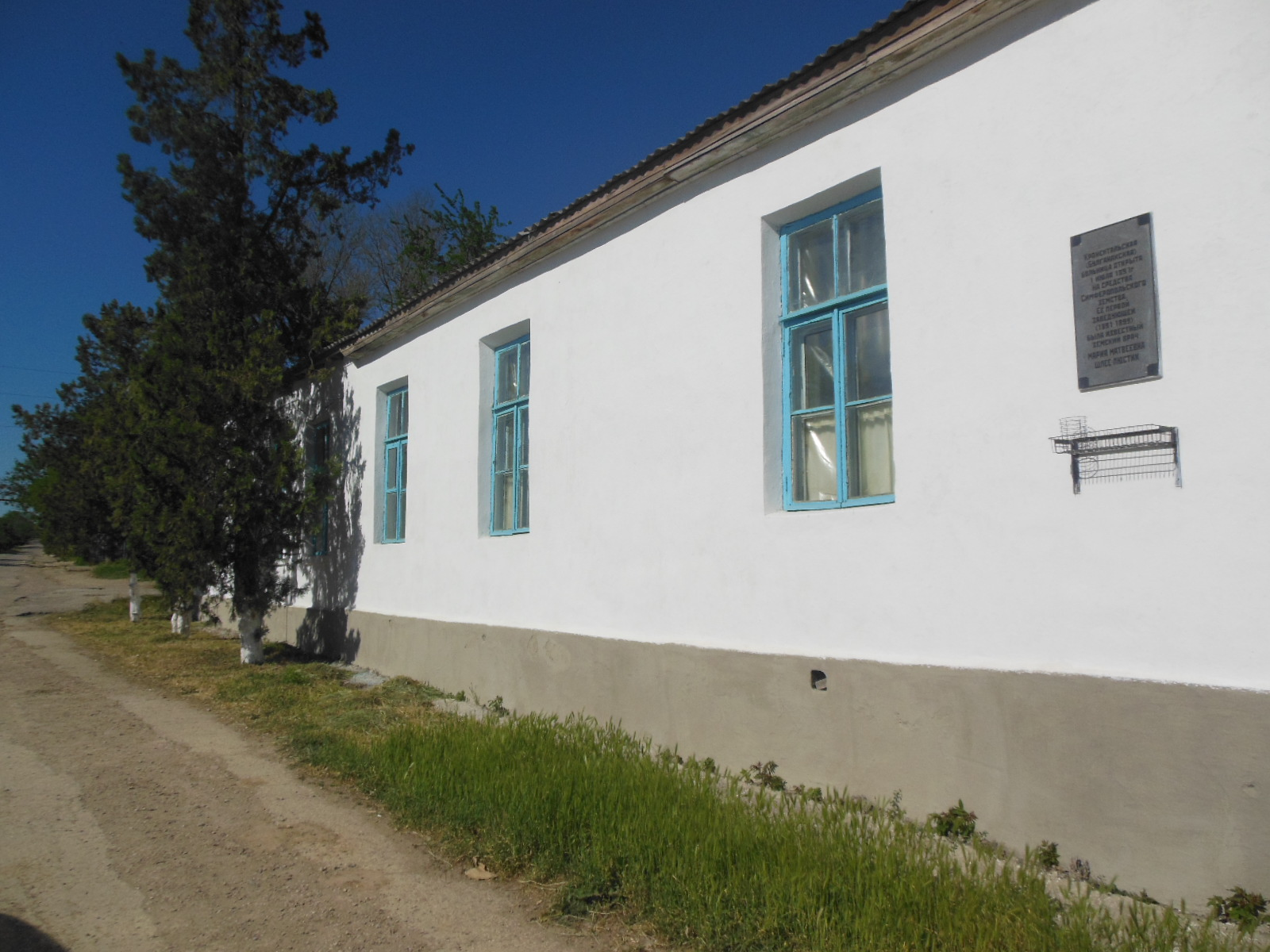
Здание больницы, 2013 год

Выпускница медицинского факультета Бернский университет (1886). Прошла специализацию в Николаевском военном госпитале Санкт-Петербурга, после чего вернулась в Крым. 1 июля 1887 года она приступила к обязанностям земского врача в деревни Кроненталь (современное Кольчугино). Кронентальский медицинский участок, где работала Шлее, охватывал порядка сотни деревень с населением около 15 тысяч человек. Спустя год работы, Шлее подняла вопрос о необходимости сооружения больницы в Кронентале. Данная инициатива получила одобрение депутатов Симферопольского уездного земского собрания, и в 1889 году было начато строительство медицинского учреждения. Заведующей новой больницы, построенной в 1891 году, стала именно Мария Шлее. Позднее, в 1892 году Кроненталь был переименован в Булганак в результате чего изменилось наименование медицинского участка и новой больницы.
К началу 1890-х годов Мария Шлее являлась одной из четырёх женщин в должности земского врача в Таврической губернии. На этом посту она участвовала в борьбе с различными эпидемиями (оспой, холерой). В 1894 году стала членом Врачебного совета, созданного при Симферопольской уездной управе. В это время она также посещала медицинские курсы в Санкт-Петербурге. В летние месяцы работала на Сакской грязелечебнице. В октябре 1899 года Мария Шлее оставила земскую службу, на которой трудилась на протяжении восьми лет, и переехала на учёбу за границу. 4 октября 1899 года член Симферопольской уездной управы Мустафа Мурза Кипчакский доложил уездному собранию, что от земского врача Марии Матвеевны Шлее получено заявление об увольнении. По предложению членов уездной управы Симферопольское уездное земское собрание постановило выразить благодарность врачу за многолетнюю службу и выдать 800 руб.
В 1900 году вернулась в Симферополь. Со следующего года в доме № 13 на Петропавловской улице (сейчас — Октябрьская) начала предоставлять частные медицинские услуги. В 1902 году она была избрана помощником старшего (главного) врача Сакской грязелечебницы, которой руководил Егор Леонидович Минятт. В 1903 году принимала участие в открытии детской больницы для малообеспеченных в Симферополе. Входила в правление общества «Детская помощь».
К 1908 году Мария Шлее являлась врачом и преподавателем гигиены в Симферопольской женской гимназии. С 1908 по 1910 год — врач Таврического епархиального женского училища. В годы Русско-японской войны (1904—1905) возглавляла комитет по сбору пожертвований для армии, являлась членом губернской исполнительной комиссии по устройству Таврического лазарета. Кроме того, входила во Врачебный совет Симферопольского земства и Общества симферопольских врачей. Участвовала в днях белой ромашки, в рамках которых собирались средства для больных туберкулёзом.
После установления советской власти в 1920 году был национализирован её дом на Петропавловской улице. Тем не менее, спустя два года она с супругом взяла его в аренду. К 1927 году подходил срок окончания аренды из-за чего Мария направила письмо в ЦИК Крымской АССР с просьбой оставить дом в её распоряжении. Нарком здравоохранения РСФСР Николай Семашко в письме Крымскому ЦИК от 5 января 1927 года поддержал обращение Марии Матвеевны: «принимая во внимание продолжительную работу врача Шлее-Люстиг М. М. на медицинском поприще в земстве… Народный комиссариат здравоохранения РСФСР всецело присоединяется к ходатайству врача Шлее-Люстиг об удовлетворении её просьбы о возвращении указанного дома».
Скончалась в 1928 году.

## Семья

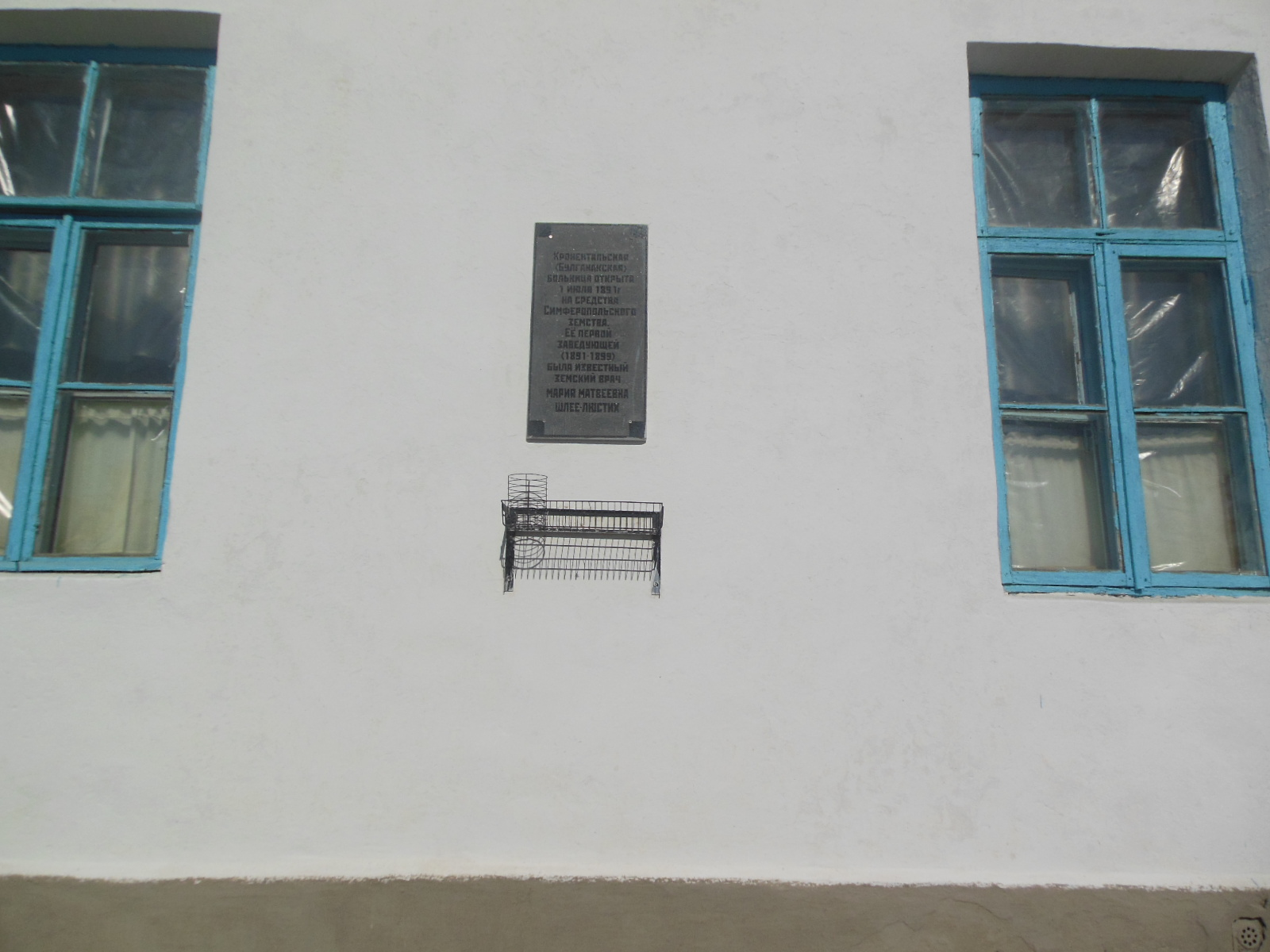
Памятная табличка, 2013 год

В ноябре 1893 года вышла замуж за Фердинанда Осиповича Люстига (1854—1923), революционера, близкого к членам партии «Народная воля». После замужества имела двойную фамилию — Шлее-Люстиг.

## Память
В рамках празднования 200-летия села Кольчугино по инициативе Общества немцев Крыма «Видергебурт» на здании больницы, где трудилась Мария Шлее, была установлена мемориальная доска с текстом: «Кронентальская (Булганакская) больница открыта 1 июля 1891 г. на средства Симферопольского земства. Её первой заведующей (1891—1899) была известный земский врач Мария Матвеевна Шлее-Люстрих».